# Rosebery (Tasmanii)
Rosebery – miasto w Australii, w zachodniej części Tasmanii.